# Alumim
Alumim (hebr. עלומים) – kibuc położony w samorządzie regionu Sedot Negew, w Dystrykcie Południowym, w Izraelu.
Leży w zachodniej części pustyni Negew, w pobliżu Strefy Gazy.
Członek Ruchu Kibuców (Ha-Tenu’a ha-Kibbucit).

## Historia
Kibuc został założony w 1966 jako osada obronna, położona na granicy Egiptem.

## Gospodarka
Gospodarka kibucu opiera się na rolnictwie, hodowli bydła mlecznego i turystyce.